# مرجان‌خرچنگ‌واران
مرجان‌خرچنگ‌واران (نام علمی: Trapezioidea) نام یک بالاخانواده از subsection دیگرروزنان است.